# Andy Murray
Andy Murray, właśc. sir Andrew Barron Murray, OBE (ur. 15 maja 1987 w Glasgow) – brytyjski oraz szkocki tenisista, dwukrotny mistrz olimpijski w grze pojedynczej (2012 i 2016) oraz srebrny medalista w grze mieszanej z Londynu (2012), zwycięzca US Open 2012, Wimbledonu 2013 i Wimbledonu 2016, triumfator ATP World Tour Finals 2016, pasowany na Rycerza Kawalera, oficer Orderu Imperium Brytyjskiego, od 7 listopada 2016 do 20 sierpnia 2017 lider rankingu ATP w grze singlowej, reprezentant Wielkiej Brytanii w Pucharze Davisa i zdobywca tego trofeum w sezonie 2015.
Jest synem trenerki tenisowej i treningi rozpoczął w wieku 3 lat. Jako 8-latek przeżył masakrę w szkole w Dunblane (13 marca 1996), w której szaleniec zastrzelił szesnaście osób (głównie uczniów). Od 15. roku życia trenował w Barcelonie. Zaliczał się do czołowych juniorów na świecie, w 2003 wygrał w tej kategorii wiekowej Canadian Open, rok później US Open. Był również w półfinale debla juniorów w US Open 2004, występując ze starszym bratem Jamiem. W 2003 roku uplasował się na 6. miejscu, a rok później na 10. miejscu światowego rankingu juniorów. Występy juniorskie zakończył półfinałem French Open 2005.
W kwietniu 2005 roku rozpoczął oficjalnie karierę zawodową. W cyklu ATP World Tour debiutował już w kwietniu 2005, dzięki przyznanej dzikiej karcie na turniej w Barcelonie. W czerwcu 2005 roku otrzymał również dziką kartę na londyński turniej w Queen’s Club, gdzie dotarł do III rundy, pokonując m.in. Amerykanina Taylora Denta (przegrał ze Szwedem Thomasem Johanssonem). Także do III rundy dotarł na Wimbledonie, notując zwycięstwa nad Szwajcarem Bastlem i rozstawionym Czechem Štěpánkiem. Przegrał dopiero z Argentyńczykiem Nalbandianem w pięciu setach, nie wykorzystując prowadzenia 2:0 w setach. Dzięki znacznemu awansowi w rankingu światowym Murray mógł występować w turniejach ATP World Tour. Doszedł m.in. do II rundy turnieju w Cincinnati (ponownie pokonał Taylora Denta), a także do II rundy w wielkoszlemowym US Open (pokonał w pięciu setach Rumuna Pavela, przegrał później – również w pięciu setach – z Francuzem Arnaudem Clémentem).
Po osiągnięciu finału w turnieju w Bangkoku (pokonał m.in. Ginepriego, przegrał z Federerem) awansował do czołowej setki rankingu. Jesienią 2005 roku dotarł do ćwierćfinału w Bazylei, pokonując m.in. w prestiżowym pojedynku wieloletniego lidera brytyjskiego tenisa Tima Henmana. W lutym 2006 roku Murray odniósł pierwsze zwycięstwo turniejowe, w amerykańskim San José pokonując m.in. Mardy Fisha, Andy Roddicka i w finale Lleytona Hewitta. Dzięki temu sukcesowi awansował na 41. miejsce w rankingu światowym (w marcu 2006) i przez dwa miesiące był pierwszą rakietą Wielkiej Brytanii (w maju 2006 wyprzedził go Greg Rusedski).
Po raz pierwszy do zespołu narodowego w Pucharze Davisa został powołany we wrześniu 2004 roku, ale w przegranym meczu z Austrią nie wystąpił. Debiutował w marcu 2005 roku w deblu przeciwko Izraelowi, zostając tym samym najmłodszym reprezentantem Wielkiej Brytanii w tym turnieju. We wrześniu 2005 roku nie zdobył punktu w barażu o grupę światową ze Szwajcarami, bez powodzenia grał także w meczu z Serbią i Czarnogórą w kwietniu 2006 roku.
Podczas turnieju na Wimbledonie w 2005 roku doszedł najdalej ze wszystkich singlistów gospodarzy. W tym samym czasie w głosowaniu zorganizowanym przez szkocki oddział BBC uznano Murraya sportową osobowością roku.
Największymi sukcesami Andy’ego Murraya były zwycięstwa w wielkoszlemowych turniejach US Open 2012, Wimbledonie 2013 i 2016, kończącym sezon turnieju ATP World Tour Finals 2016 oraz złote medale na Letnich Igrzyskach Olimpijskich 2012 i 2016. Brytyjczyk osiągnął także osiem finałów turniejów wielkoszlemowych: US Open 2008, Australian Open 2010, Australian Open 2011, Wimbledon 2012, Australian Open 2013, Australian Open 2015, Australian Open 2016 oraz French Open 2016.
7 listopada 2016, po zwycięstwie w turnieju BNP Paribas Masters w Paryżu, Murray (jako pierwszy Brytyjczyk w historii) znalazł się na czele rankingu singlowego ATP.
1 sierpnia 2024 zakończył karierę zawodową.

## Narodowa przynależność
Przed Wimbledonem w 2006 roku, Andy Murray wziął udział w publicznej debacie w której oznajmił, że na zbliżających się mistrzostwach świata w piłce nożnej w Niemczech może wygrać każda drużyna, tylko nie Anglia. Ta wypowiedź spowodowała burzę w angielskich mediach. Murray natychmiast wytłumaczył, że jego komentarz w sprawie drużyny narodowej Anglii, był sprowokowany przez angielskich dziennikarzy, którzy ciągle pytali czy Andy Murray kibicuje reprezentacji Szkocji w eliminacjach mistrzostw świata. Murray oznajmił, że nie jest „antyanglikiem i nigdy nie będzie”, jednocześnie wyrażając rozczarowanie po porażce Anglii z Portugalią podczas mistrzostw świata.
W wywiadzie z Gabby Lohan z programu stacji BBC – Inside Sport, Andy powiedział, że jest na pół Szkotem i Anglikiem, oraz że jest szczęśliwy z brytyjskiego pochodzenia. Murray chciał dotrzeć do angielskich kibiców tenisa przed zbliżającym się Wimbledonem w 2008 roku, twierdzeniem iż w 1/4 jest Anglikiem, jego trener i ówczesna dziewczyna również pochodzą z Anglii.

## Kariera

### 2005
W 2005 roku Andy Murray przebojem wdarł się do profesjonalnego tenisa. Zwrócił wtedy uwagę publiczności dochodząc do trzeciej rundy mocno obsadzonego turnieju w Queen’s Clubie i turnieju Wielkiego Szlema – Wimbledonie. Większość meczów w początkowej fazie jego zawodowej kariery była rozgrywana na twardych i trawiastych kortach, jednak mimo tego Murraya ulubioną nawierzchnią była mączka. To właśnie na tej nawierzchni tenisista był najbardziej ograny, ponieważ w okresie gry juniorskiej trenował na tego typu kortach w Barcelonie.
W marcu 2005 roku Andy Murray zagrał w parze z Davidem Sherwoodem podczas meczu Pucharu Davisa, rozgrywanego z reprezentacją Izraela, dzięki czemu automatycznie zapisał się w historii brytyjskiego tenisa jako najmłodszy tenisista grający w tych rozgrywkach na Wyspach. Murray i jego partner deblowy sprawili ogromną niespodziankę pokonując faworytów w tym meczu, ósmą parę deblową świata, która w 2003 roku doszła do półfinału w Wimbledonie. Dzięki zwycięstwie w tym meczu zespół Wielkiej Brytanii zwyciężył w całym pojedynku 3–2.
Miesiąc później Szkot doszedł do półfinału juniorskiego turnieju French Open. Podczas przygotowań do tych zawodów, Murray wziął udział w silnie obsadzonym turnieju w Barcelonie. Dostał się tam dzięki dzikiej karcie przyznanej przez organizatorów. W swoim drugim domu (w Barcelonie spędził wiele lat na treningach), Andy Murray odpadł już w pierwszej rundzie pokonany przez Jana Hernycha.
Turniej w Barcelonie przyniósł Murrayowi pierwsze punkty do seniorskiego rankingu ATP i już wkrótce Szkot otrzymał drugą dziką kartę do turnieju w Queen’s Club. Po efektownych spotkaniach odpadł dopiero w trzeciej rundzie, wyeliminowany nie przez przeciwnika, lecz przez kontuzję kolana.
Po wyleczeniu drobnego urazu, Andy Murray dzięki dzikiej karcie (trzeciej w tym roku), zagrał w prestiżowym turnieju na kortach Wimbledonu. Podczas tego turnieju Szkot zajmował 374. miejsce w rankingu, jednak nie przeszkodziło to w pokonaniu o wiele wyżej rozstawionego Czecha Radka Štěpánka w trzech szybkich setach. Młody tenisista był pierwszym Szkotem w XXI wieku, który doszedł do trzeciej rundy Wimbledonu, a zarazem jedynym Brytyjczykiem który doszedł tak daleko podczas tego turnieju. Murray zakończył udział w swoim trzecim z rzędu turnieju Wielkiego Szlema, przegrywając z Davidem Nalbandianem w III rundzie. W tym meczu Szkot prowadził już 2:0 w setach, kiedy to zaczął dawać widoczne oznaki przemęczenia w czwartym i piątym secie.
Mark Petchey, który był trenerem Murraya podczas pierwszej części sezonu trawiastego, był pytany przez brytyjskich dziennikarzy czy zamierza być „pełnym” trenerem Szkota. Odpowiedzi na to pytanie nie udzielił Mark, lecz sam zawodnik. Murray odpowiedział na te pogłoski:

Jestem bardzo wdzięczny Markowi, że zechciał być moim trenerem. Szanuję jego pracę, jak i jego samego. Ofiarował mi niesamowitą pomoc w ostatnich kilku tygodniach. Byłbym zaszczycony gdyby zgodził się zostać moim pełnoetatowym trenerem.

Brytyjczyk rozpoczął sezon turniejów wprowadzających zawodników do ostatniego Wielkiego Szlema – US Open, od zdobycia pierwszego tenisowego tytułu w Challengerze rozgrywanym w Aptos (Kalifornia). Podczas tego turnieju nie stracił ani jednego seta. Przyznana dzika karta pozwoliła mu wziąć udział w turnieju cyklu Masters Series w Cincinnati. Dzięki temu Murray mógł rozegrać swój pierwszy mecz z zawodnikiem z pierwszej 10 światowego rankingu – Maratem Safinem, w drugiej rundzie. Murray przegrał ten mecz 6:4, 1:6, 6:1.
Po tamtym turnieju Murray zajmował 122. miejsce w rankingu. Szkot wziął udział w eliminacjach do US Open. Zakończył je na drugiej rundzie, rozgrywając dwa pięciosetowe mecze. 29 września Andy Murray ostatecznie wszedł do pierwszej setki rankingu ATP, kiedy to pokonał Robina Söderlinga podczas turnieju Thailand Open. Wtedy także młody zawodnik doszedł po raz pierwszy do finały turnieju rangi ATP pokonując w półfinale faworyta gospodarzy Paradorna Srichaphana. W finale został pokonany przez pierwszą rakietę świata, Szwajcara – Rogera Federera. Po tym turnieju zanotował kolejny awans – tym razem na 72. miejsce.
Murray powrócił do gry po krótkiej kontuzji i wziął udział w halowym turnieju Davidoff Swiss Indoors. W pierwszej rundzie został przydzielony swojemu rodakowi – Timowi Henmanowi. Było to pierwsze spotkanie pomiędzy tymi dwoma tenisistami. Andy Murray pokonał Henmana 6:2, 5:7, 7:6(4). Następnie wyeliminował w trzech setach Czecha Tomáša Berdycha. Turniej skończył się dla niego w pojedynku ćwierćfinałowym, w którym to przegrał z rakietą numer 10 – Fernando Gonzálezem 6:4, 3:6, 6:1. Po tym turnieju Szkot po raz kolejny awansował. Tym razem wskoczył na 65. miejsce.

### 2006
Murray rozpoczął kolejny sezon tenisowy od porażek w drugiej rundzie w dwóch turniejach. Następnie odpadł w swoim pierwszym starcie w Australian Open pokonany przez Juana Ignacio Chelę już w I rundzie. W turnieju SAP Open Szkot sensacyjnie doszedł do finału pokonując po drodze takie sławy jak Andy Roddick, czy Lleyton Hewitt. W jego następnym turnieju w Memphis osiągnął ćwierćfinał. W następnych tygodniach forma Brytyjczyka spadła i większość turniejów w których brał udział kończył na pierwszych rundach. We wspomniane porażki można wliczyć przegraną w początkowej fazie turnieju French Open oraz Queen’s Club. W czasie tego kryzysu Andy Murray bez powodzenia wystąpił w deblu z Gregiem Rusedskim podczas Pucharu Davisa. Nie występował w rozgrywkach singlowych tych zawodów, ze względów zdrowotnych.
Po okresie niepowodzeń przyszedł czas lepszej gry Murraya. Podczas Wimbledonu osiągnął swój życiowy sukces dochodząc do IV rundy, pokonując po drodze (w trzeciej rundzie) Amerykanina Roddicka. Został wyeliminowany dopiero w czwartej rundzie przez Markosa Pagdatisa z Cypru. Później Murray osiągnął dwa półfinały w turniejach rozgrywanych w Stanach Zjednoczonych (the Hall of Fame Championships w Newport oraz Legg Mason Classic w Waszyngtonie). W międzyczasie wygrał z Andym Ramem w pojedynku singlowym podczas Pucharu Davisa przeciwko Izraelowi.
Po tym dobrym okresie na korcie Murray nadal nie zwalniał tempa. W turnieju Canada Masters doszedł do półfinału, przegrywając z rewelacyjnym Francuzem Richardem Gasquet. Po kanadyjskich zawodach, Szkot wziął udział w turnieju Cincinnati Masters, w którym przegrał w ćwierćfinale z Andym Roddickiem, wcześniej pokonując między innymi światową jedynkę, Rogera Federera. Murray był jednym z dwóch zawodników którzy pokonali genialnego Szwajcara w 2006 roku. Drugim tenisistą któremu udała się ta sztuka był Rafael Nadal.
W ostatnim turnieju cyklu Wielkiego Szlema, US Open Brytyjczyk doszedł do czwartej rundy przegrywając w czterech setach z Rosjaninem Nikołajem Dawydienką. Po US Open Murray wygrał dwa pojedynki singlowe i przegrał jeden mecz w deblu w rywalizacji z Ukrainą w Pucharze Davisa. Dzięki temu zwycięstwu team Wielkiej Brytanii zapewnił sobie start w pierwszej grupie Euro-Afrykańskiej na 2007 rok.
W turniejach kończących zmagania tenisowe w 2006 roku, Murray przegrał w pierwszej rundzie turnieju Thailand Open pokonany przez swojego rodaka Tima Henmana (rok wcześniej Szkot doszedł w tym turnieju do finału). W tym samym turnieju Andy wraz ze swoim bratem Jamiem doszedł do finału, przegrywając w nim z izraelską parą deblową Jonatan Erlich – Andy Ram. W zawodach Madrid Masters, Murray pokonał rozstawionego z nr 3 Chorwata Ivana Ljubičicia, przed tym odpadł w II rundzie z Serbem Novakiem Đokoviciem. W ostatnim turnieju tego roku – Paris Masters, Szkot w pierwszej rundzie rozbił Juana Ignacio Chelę, a w drugiej rundzie przegrał ze Słowakiem Dominikiem Hrbatym. Po ciężkim roku Andy Murray był sklasyfikowany na 17. miejscu w rankingu ATP.

### 2007
W turnieju Wielkiego Szlema – Australian Open, otwierającym tak naprawdę nowy sezon, Murray sklasyfikowany na 15. miejscu spotkał się w pierwszej rundzie z Hiszpanem Alberto Martínem. Szkot wygrał ten mecz w 6:0, 6:0, 6:1 co było pierwszym tak wysokim zwycięstwem w tym turnieju od 1968 roku. W czwartej rundzie Brytyjczyk zmierzył się po raz pierwszy w karierze z Rafaelem Nadalem. Po prowadzeniu po trzech setach 2:1, Murray przegrał dwa kolejne i odpadł z turnieju (6:7(3), 6:4, 4:6, 6:3, 6:1). Po tym spotkaniu Szkot stwierdził, że był to jego najlepszy mecz w dotychczasowej karierze.
Andy Murray obronił tytuł wywalczony przed rokiem w San Jose (SAP Open), pokonując po ciężkim finałowym meczu Chorwata Ivo Karlovicia. Jego brat, Jamie Murray także wywalczył podczas tego turnieju tytuł w deblu.
Bracia Murrayowie, byli pierwszymi tenisistami którym udało się zwyciężyć jednocześnie w singlu i deblu od podwójnego zwycięstwa braci Emilio i Javiera Sanchezów w Kitzbühel w 1989 roku.
Na Indian Wells Masters, Brytyjczyk doszedł do ćwierćfinału, pokonując po drodze rozstawionego z nr 4 Rosjanina Nikołaja Dawydienko 7:6(5), 6:4. Podczas tego spotkania Szkot doznał kontuzji kostki i stawu biodrowego, jednak udało mu się wyeliminować w półfinale Niemca Tommy’ego Hassa 3:6, 6:3, 7:6(8). W finale zmęczony i kontuzjowany Murray nie miał nic do powiedzenia z będącym w życiowej formie Novakowi Đokoviciowi. Dzięki świetnemu wynikowi w Indiana Wells, Andy Murray wskoczył na 12. miejsce w rankingu.
Tydzień później podczas turnieju w Miami Masters, Murray spotkał się z Novakiem Đokoviciem w półfinale i przegrał gładko 6:1, 6:0 na co wyraźny wpływ miała odniesione tydzień temu kontuzja. Pod znakiem zapytania stał udział Szkota w meczu Pucharu Davisa, który był zaplanowany w przyszłym tygodniu. Mimo wszystko po turnieju w Miami Andy Murray awansował o jedną pozycję w rankingu plasując się na 11. miejscu.
Podczas meczu pierwszej rundy turnieju w Hamburg Masters przeciwko Włochowi Filippo Volandri, Szkot doznał kontuzji nadgarstka, która wyłączyła go ze startu w zbliżającym się French Open. Krótko po tym zdarzeniu Murray z żalem stwierdził, że nie jest w stanie wziąć udziału także w trzecim turnieju Wielkiego Szlema – Wimbledonie. Przez opuszczenie Wimbledonu i kilkunastu innych zawodów, Andy Murray spadł na 14. miejsce w rankingu ATP.
Szkot powrócił do gry podczas Canada Masters w Montrealu, trzy miesiące po kontuzji spowodowanej zwichnięciem nadgarstka. W Kanadzie przegrał już w pierwszej rundzie ulegając 139 w rankingu Włochowi Fabio Fognini 6:2, 6:2. W następnym tygodniu Brytyjczyk odpadł również w pierwszej rundzie. Tym razem podczas turnieju w Cincinnati Masters został rozbity przez Cypryjczyka Markosa Pagdatisa 6:1, 6:2 co spowodowało kolejny spadek w rankingu – na 19. miejsce.
Murray doszedł do trzeciej rundy ostatniego w tym roku turnieju Wielkiego Szlema – US Open, pokonując po drodze Pablo Cuevasa (w trzech setach), oraz Szweda Jonasa Björkmana (w pięciu setach). W trzeciej rundzie trafił na będącego w życiowej formie Koreańczyka Lee Hyung-taika i przegrał 6:3, 6:2, 2:6, 7:5.

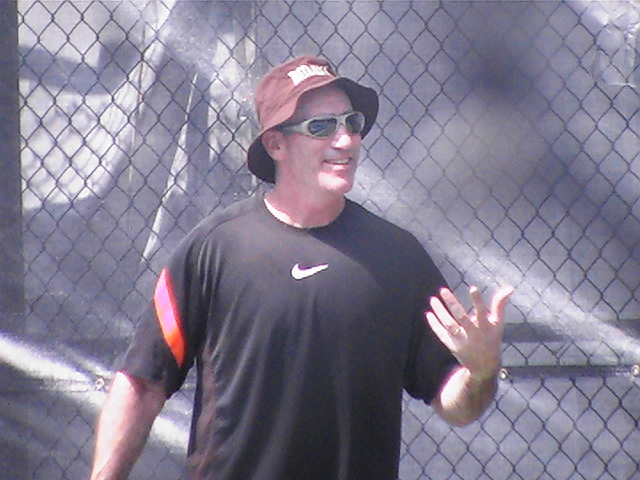
Brad Gilbert – trener Andy Murraya od listopada 2007 roku

Po trzymiesięcznej kontuzji Brytyjczyk powrócił również do meczów w Pucharze Davisa przeciwko zespołowi Chorwacji rozgrywanych w All England Lawn Tennis and Crouget Club w Londynie. Murray pokonał tam Marina Čilicia w pięciu setach dzięki czemu otworzył wynik dla Wielkiej Brytanii na 1–0; w drugim pojedynku tej grupy Tim Henmam wygrał swój pojedynek singlowy, co dało prowadzenie Brytyjczykom 2–0. Później wygrana debla Tim Henmam-Jamie Murray oraz zwycięstwo w singlu Andy’ego Murray nad Roko Karanušiciem przypieczętowały pewne zwycięstwo nad Chorwacją. Murray i jego brat poprowadzili swoją reprezentację do zwycięstwa przeciwko Argentynie w lutym. Dzięki temu team Wielkiej Brytanii awansował do Grupy Światowej Pucharu Davisa po raz pierwszy w karierze Murraya.
Murray rozpoczął jesienny halowy sezon od mocnego uderzenia podczas turnieju na twardym korcie w Metzu we Francji. Zwycięstwa nad Janko Tipsareviciem, Michaëlem Llodrą, Jo-Wilffried Tsongą i Guillermo Cañasem pozwoliły mu potrzeć do finału w którym przegrał z Hiszpanem Tommy Robredo 0:6, 6:2, 6:3. Ten mecz pokazał, że forma Szkota nie jest jeszcze stabilna. Następnie Brytyjczyk wziął udział w turnieju Kremlin Cup w Moskwie, gdzie w pierwszej rundzie wyeliminował młodą nadzieję rosyjskiego tenisa Evgeny’ego Koroleva. Odpadł w drugiej rundzie pokonany przez Serba Janko Tipsarevicia, którego tydzień temu ograł podczas turnieju w Metzu.
W następnym turnieju podczas Madrid Masters, Murray doszedł do trzeciej rundy, po drodze pokonując Radka Stepanka i Juana Ignacio Chelę. W III rundzie musiał ulec świetnie grającemu Hiszpanowi Rafaelowi Nadalowi 7:6(5), 6:4. Po tej porażce Murray ponownie udał się na turniej do Rosji. Murray potrzebował jak najwięcej punktów, ponieważ walczył o możliwość gry w turnieju Masters który kończył sezon. Podczas turnieju w Sankt Petersburgu Murray pokonał w meczu ćwierćfinałowym zawodnika gospodarzy Dmitrija Tursunowa w trzech setach 3:6, 7:6(2), 6:4. W półfinale Szkot pokonał drugiego Rosjanina w tym turnieju Michaiła Jużnego 6:2, 5:7, 7:6(1). Andy Murray zagrał w siódmym finale w swojej karierze pokonując w ostatnim meczu Fernando Verdasco 6:2, 6:3.
W następnym tygodniu Szkot zagrał w turnieju Paris Masters. Doszedł tam do ćwierćfinału pokonując w trzeciej rundzie Francuza Fabrice’a Santoro 6:4, 6:2. Porażka w 1/8 finału z Richardem Gasguet 6:3, 0:6, 6:4 przekreśliła jego szansę startu w Turnieju Masters w Chinach. po tym turnieju Murray znajdował się nadal na 11. miejscu w rankingu.
W listopadzie, Murray rozpoczął współpracę z wybitnym trenerem Bradem Gilbertem.

### 2008
Murray rozpoczął od mocnego uderzenia nowy sezon, wygrywając turniej w Dosze (największą imprezę przed Australian Open), pokonując w finale Stanislasa Wawrinkę. W Australii niespodziewanie odpadł w pierwszej rundzie turnieju wielkoszlemowego po przegranej z rewelacją tych rozgrywek Francuzem Jo-Wilfriedem Tsongą. W lutym wygrał kolejny turniej w Marsylii (wygrana z Ančiciem), a w prestiżowym turnieju w Dubaju wyeliminował już w pierwszej rundzie obrońcę tytułu Szwajcara Rogera Federera. Odpadł dosyć wcześnie z French Open, a podczas turnieju na trawiastych kortach Wimbledonu został rozgromiony w ćwierćfinale przez Nadala.
O wiele dramatyczniejszy przebieg miał kolejny pojedynek Szkota z Hiszpanem podczas turnieju Masters w Toronto. Po świetnym meczu Murray uległ Nadalowi (późniejszemu zwycięzcy) w stosunku 6:7, 2:6. Murray osiągnął jednak pierwszy większy sukces już tydzień później, wygrywając swój pierwszy turniej z cyklu Masters w Cincinnati, w finale pokonując Novaka Đokovicia 7:6, 7:6 (wcześniej ograł go w ćwierćfinale turnieju w Toronto). Co prawda Murray odpadł z turnieju olimpijskiego w Pekinie już w pierwszej rundzie, ale znakomicie spisał się podczas ostatniego turnieju wielkoszlemowego US Open. Mimo paru zaciętych i słabszych pojedynków (m.in. z Juergenem Melzerem czy Juanem Martínem del Potro) dotarł do półfinału, gdzie spotkał się ponownie z Rafaelem Nadalem, z którym nie udało mu się jak dotąd nigdy wygrać. Po wspaniałym pojedynku Murray ograł Nadala w stosunku 6:2, 7:6, 4:6, 6:4, pokazując, że dojrzał już do walki o czołowe miejsca w rankingu ATP. W finale jednak niedoświadczenie Murraya wzięło górę nad jego umiejętnościami i przegrał gładko z rozgrywającym świetną partię Federerem 2:6, 5:7, 2:6.
Końcówka sezonu potwierdziła opinię ekspertów, że Murray to tenisista niezwykle utalentowany i ambitny. Wygrał kolejny turniej z cyklu Masters w Madrycie pokonując w finale Francuza Gilles’a Simona 6:4, 7:6 (w półfinale zrewanżował się Federerowi za porażkę z finału US Open). Odpadł co prawda z turnieju Masters w Paryżu (przegrana w ćwierćfinale z Nalbandianem), ale wygrał turniej w Sankt Petersburgu i bez problemu zakwalifikował się do kończącego sezon turnieju Masters Cup w Szanghaju. W grupie nie dał rywalom żadnych szans. Pokonał po kolei Andy’ego Roddicka, Gilles’a Simona oraz Rogera Federera (Szwajcara ograł po zaciętym i stojącym na bardzo wysokim poziomie meczu). Niestety, trudy tego spotkania dały o sobie znać w następnej rundzie – Murray poległ w półfinale z Dawydienką.
Bezspornie udany sezon Murray zakończył na 4. pozycji w rankingu ATP, co jest obiektywnym potwierdzeniem jego bardzo dobrej dyspozycji. Bardzo poprawił kondycję i wytrzymałość fizyczną, grał mniej chimerycznie niż w poprzednich latach (choć nadal pozostał bardzo impulsywnym graczem), na korcie zachwycał inteligencją, sprytem i finezją.

### 2009
Murray udanie rozpoczął nowy sezon. Ograł Federera i Nadala w turnieju pokazowym w Abu Zabi oraz obronił tytuł mistrzowski w Dosze. W półfinale 4 raz z rzędu pokonał Federera (6:7, 6:2, 6:2), a w finale nie dał szans Roddickowi, wygrywając łatwo 6:4, 6:2. Przed Australian Open po raz pierwszy został wytypowany przez bukmacherów jako faworyt do tytułu.
Zgodnie z oczekiwaniami Murray wygrywał kolejne pojedynki w Melbourne, nie tracąc do 1/8 finału nawet seta. Wtedy to zmierzył się z leworęcznym hiszpańskim tenisistą Fernando Verdasco i nieoczekiwanie po pięciosetowym boju uległ świetnie serwującemu tego dnia Hiszpanowi 2:6, 6:1, 1:6, 6:3, 6:4. Dwa tygodnie później Murray wygrał swój dziesiąty turniej w karierze, pokonując po raz kolejny w finale w Rotterdamie Rafaela Nadala 6:3, 4:6, 6:0. Ponownie pokazał wielką formę podczas turnieju w Indian Wells, pokonując w drodze do finału m.in. Rogera Federera. W finale tej imprezy w rozgrywanym przy silnym wietrze pojedynku poniósł dotkliwą porażkę z Rafaelem Nadalem 1:6, 2:6. Parę tygodni później zwyciężył jednak w turnieju z cyklu Masters w Miami, pokonując w finale Novaka Đokovicia 6:2, 7:5.
Na kortach ceglanych Murray radził sobie ze zmiennym szczęściem. W Monte Carlo doszedł do półfinału, gdzie przegrał zacięty pojedynek z Nadalem w dwóch setach. W Rzymie nieoczekiwanie poległ już w drugiej rundzie z Juanem Monaco, a w Madrycie przegrał w ćwierćfinale z Juanem Martínem del Potro. Na wielkoszlemowym turnieju Roland Garrosa Murray doszedł bez większych problemów do ćwierćfinału (najlepszy wynik w karierze), tam jednak przegrał z Fernando Gonzálezem 3:6, 6:3, 0:6, 4:6.
Tuż przed Wimbledonem Murray wygrał jako pierwszy Brytyjczyk w erze open turniej w Queens, pokonując w finale Jamesa Blake’a. Podczas turnieju na kortach Wimbledonu z powodu nieobecności obrońcy tytułu Rafaela Nadala Murray był postrzegany jako kandydat do tytułu (obok Rogera Federera). W półfinale przegrał dość niespodziewanie z doskonale serwującym i zdeterminowanym, byłym dwukrotnym finalistą Wimbledonu Amerykaninem Andym Roddickiem w czterech setach.
Murray wygrał czwarty turniej rangi Masters Series w Montrealu, pokonując w finale po ciężkiej trzysetowej walce Juana Martína del Potro. W półfinale turnieju w Cincinnati przegrał w dwóch setach z Federerem (późniejszym zwycięzcą). Dobre wyniki w turniejach Masters bezpośrednio poprzedzających wielkoszlemowy turniej US Open ponownie skłoniły wielu komentatorów i ekspertów do przyznania mu statusu jednego z faworytów do końcowego triumfu. Murray jednak przegrał dość zdecydowanie już w czwartej rundzie z wysokim Chorwatem Marinem Čiliciem 5:7, 2:6, 2:6. Murray następnie zrezygnował z udziału w turnieju w Pekinie oraz w Szanghaju z powodu dokuczliwej kontuzji nadgarstka.
Tuż przed kończącym sezon turniejem ATP World Tour Finals w hali O2 Arena w Londynie Murray zdołał wygrać swój szósty turniej w sezonie na twardych kortach w Walencji, pokonując w finale Rosjanina Jużnego. Murray w Londynie trafił do grupy wraz z Fernando Verdasco, Juanem Martínem del Potro oraz Rogerem Federerem. Murray przegrał pojedynek z Federerem i wygrał z Verdasco oraz del Potro, to jednak nie pozwoliło mu zakwalifikować się do półfinału imprezy z powodu gorszego od Argentyńczyka del Potro bilansu zdobytych gemów. Zakończył sezon na czwartej pozycji w rankingu ATP.
Sezon 2009 był dla Szkota udany (wygrał najwięcej turniejów z wszystkich zawodników w całym sezonie, dwa razy triumfował w turniejach rangi Masters), ale w zawodach rangi Wielkiego Szlema nie udało mu się osiągnąć większych sukcesów. Mogło to być rezultatem zmiany stylu gry, który stał się u Szkota zdecydowanie bardziej defensywny i zachowawczy.

### 2010
Murray nie bronił na początku sezonu tytułu wywalczonego w Dosze, zdecydował się grać w parze z Laurą Robson w Perth w Pucharze Hopmana, gdzie przegrał mecz finałowy z Hiszpanem Robredo. Podczas turnieju Australian Open pokazał dobrą formę, wygrywając do ćwierćfinału wszystkie mecze bez straty seta. W ćwierćfinale Murray pokonał Rafaela Nadala (który skreczował z powodu kontuzji kolana w trzecim secie, przegrywając ze Szkotem 3:6, 6:7, 0:3), a w półfinale wyeliminował w czterech setach swojego niedawnego pogromcę z US Open Chorwata Marina Čilicia w stosunku 3:6, 6:4, 6:4, 6:2. W finale jednak po raz kolejny dość zdecydowanie uległ rozgrywającemu świetne zawody Szwajcarowi Rogerowi Federerowi i ponownie przegrał finał turnieju Wielkiego Szlema, tym razem wynikiem 3:6, 4:6, 6:7(11).
Po przegranym finale Murray wycofał się z gry w turnieju ATP 250 w Marsylii. Powrócił na kort w Dubaju, gdzie przegrał niespodziewanie w drugiej rundzie z Janko Tipsareviciem. W trzech kolejnych turniejach rangi Masters Murray odnotował serię ciężkich porażek w początkowych fazach zawodów, przegrywając kolejno wyraźnie z Robin Söderlingiem w ćwierćfinale turnieju w Indian Wells 1:6, 6:7(5), z Mardy Fishem w drugiej rundzie turnieju w Miami 4:6, 4:6 (w turnieju, który rok wcześniej wygrał), oraz w drugiej rundzie turnieju w Monte Carlo z Philippem Kohlschreiberem 2:6, 1:6. W Rzymie i w Madrycie poszło mu nieco lepiej, w Madrycie doszedł do ćwierćfinału (w obydwu turniejach pokonał go David Ferrer po wyrównanych spotkaniach). Turniej wielkiego szlema w Paryżu Murray rozpoczął od arcytrudnego spotkania z wracającym po kilkumiesięcznym zawieszeniu Richardem Gasquetem. Murray przegrywał już dwa zero w setach, zdołał jednak wygrać, wykorzystując zmęczenie błyskotliwie grającego Francuza (dzień wcześniej Gasquet wywalczył po ciężkim meczu z Verdasco tytuł w Nicei). Murray doszedł do czwartej rundy turnieju, gdzie dość gładko poległ z Czechem Berdychem 4:6, 5:7, 3:6.
Sezon na trawie Murray rozpoczął od nieoczekiwanej drugiej w tym sezonie porażki z Mardy Fishem w drugiej rundzie turnieju w Queens. Na Wimbledonie poszło mu jednak o wiele lepiej: dotarł do półfinału, eliminując po drodze m.in. Sama Querreya i Jo-Wilfrieda Tsongę. Tam jednak starł się z Rafaelem Nadalem i po bardzo zaciętym i stojącym na wysokim poziomie meczu uległ Hiszpanowi wynikiem 4:6, 6:7(6), 4:6.
Amerykańską część sezonu na kortach twardych Murray rozpoczął od występu w turnieju w Los Angeles. W finale tego turnieju przegrał z Samem Querrreyem 7:5, 6:7(2), 3:6. Murray wygrał jednak dwa tygodnie później pierwszy turniej w sezonie (ogrywając kolejno w półfinale Nadala i w finale Federera), triumfując na kortach w Toronto. Był to pięty tytuł rangi Masters w jego karierze. Tydzień później Murray przegrał rozgrywane w 37 stopniowym upale spotkanie ćwierćfinałowe na turnieju w Cincinnati, po raz kolejny z Mardym Fishem. Na US Open Murray, ponownie stawiany w gronie faworytów, po raz kolejny zawiódł, przegrywając już w trzeciej rundzie ze zdeterminowanym Szwajcarem Stanislasem Wawrinką 7:6(3), 6:7(4), 3:6, 3:6.
Na koniec sezonu wystąpił, po raz trzeci w karierze, w turnieju ATP World Tour Finals w Londynie. W fazie grupowej wygrał dwa spotkania (z Robinem Söderlingiem i Davidem Ferrerem), przegrał zaś z Rogerem Federerem. Z drugiego miejsca w grupie awansował do półfinału, w którym zmierzył się z Rafaelem Nadalem. Po trwającym ponad 3 godziny spotkaniu, uległ po wyrównanej walce w stosunku 6:7(5), 6:3, 6:7(6). Sezon zakończył na 4. miejscu w rankingu ATP.

### 2014
Sezon 2014 Murray rozpoczął od udziału w zawodach w Dosze. W pierwszej rundzie wygrał bez straty gema z Mousą Shananem Zayedem, a w następnym spotkaniu uległ Florianowi Mayerowi 6:3, 4:6, 2:6. Na Australian Open awansował do ćwierćfinału, pokonując m.in. Feliciano Lópeza. W meczu o półfinał przegrał ze Rogerem Federerem wynikiem 3:6, 4:6, 7:6(6), 3:6. W Rotterdamie także zanotował ćwierćfinał. Tym razem przegrał 3:6, 4:6 z Marinem Čiliciem. W Acapulco doszedł do półfinału, w którym uległ w trzech setach Grigorowi Dimitrowowi.
W Indian Wells Brytyjczyk pokonał dwóch Czechów – Lukáša Rosola i Jiříego Veselego, by w czwartej rundzie nie sprostać Milosowi Raonicowi. W Miami pokonał m.in. rozstawionych Feliciano Lópeza i Jo-Wilfrieda Tsongę, w obu przypadkach kończąc mecz wynikiem 6:4, 6:1. W ćwierćfinale przegrał z Novakiem Đokoviciem 5:7, 3:6. W trzeciej rundzie w Madrycie przegrał z kwalifikantem Santiago Giraldo. W Rzymie w ćwierćfinale uległ najwyżej rozstawionemu Rafaelowi Nadalowi 6:1, 3:6, 5:7.
Na wielkoszlemowym French Open pokonał m.in. rozstawionych Philippa Kohlschreibera, Fernando Verdasco i Gaël Monfilsa. W półfinale przegrał z Nadalem 3:6, 2:6, 1:6. W spotkaniu trzeciej rundy w Queen’s Club został pokonany przez Radka Štěpánka. Podczas Wimbledonu osiągnął ćwierćfinał, przegrywając z Grigorem Dimitrowem 1:6, 6:7(4), 2:6, tym samym nie obronił tytułu z 2013 roku.
Podczas turnieju w Toronto Brytyjczyk pokonał Nicka Kyrgiosa 6:2, 6:2, a następnie awansował do ćwierćfinału dzięki walkowerowi Richarda Gasqueta. W meczu o półfinał uległ Jo-Wilfriedowi Tsondze 6:7(5), 6:4, 4:6. W Cincinnati pokonał João Sousę 6:3, 6:3 i Johna Isnera 6:7(3), 6:4, 7:6(2), by następnie ulec Rogerowi Federerowi 3:6, 5:7. W US Open Murray pokonał m.in. Tsongę 7:5, 7:5, 6:4. W ćwierćfinale przegrał z Đokoviciem 6:7(1), 7:6(1), 2:6, 4:6. W grze mieszanej razem z Casey Dellacqua zaliczyli drugą rundę.
Następnie zawodnik wygrał zawody w Shenzhen, pokonując w finale Tommy’ego Robredo 5:7, 7:6(9), 6:1. W Pekinie wygrał z Jerzym Janowiczem w trzech setach oraz Pablem Cuevasem i Marinem Čiliciem w dwóch. W półfinale uległ Đokoviciowi 3:6, 4:6. W Szanghaju awansował do trzeciej rundy, w której lepszy okazał się David Ferrer. W kolejnych dwóch turniejach – w Wiedniu i Walencji Brytyjczyk triumfował. W pierwszych zawodach zrewanżował się Ferrerowi, pokonując go 5:7, 6:2, 7:5. W drugich rozgrywkach ponownie pokonał Ferrera, tym razem w półfinale, a w meczu mistrzowskim wygrał z jego rodakiem Tommym Robredo 3:6, 7:6(7), 7:6(8).
W ostatnim w sezonie turnieju rangi ATP World Tour Masters 1000 w Paryżu pokonał Juliena Benneteau i Grigora Dimitrowa. W ćwierćfinale uległ Novakowi Đokoviciowi 5:7, 2:6. W kończącym sezon turnieju Barclays ATP World Tour Finals Andy Murray wygrał jeden mecz fazy grupowej (z Raonicem; porażki z Federerem i Nishikorim), kończąc ją ze stanem gemów 22–32. Sezon zakończył na czwartej pozycji w rankingu.

### 2015
Murray rozpoczął sezon 2015 od udziału w Pucharze Hopmana, w którym występował w parze z Heather Watson. Brytyjczyk wygrał wszystkie mecze singlowe i dwa mecze mikstowe, ale mimo tego jego reprezentacja zajęła ostatecznie drugie miejsce w grupie. W Melbourne nie stracił seta aż do meczu czwartej rundy, gdy pokonał Grigora Dimitrowa 6:4, 6:7(5), 6:3, 7:5. W ćwierćfinale wygrał z Nickiem Kyrgiosem 6:3, 7:6(5), 6:3, a w półfinale z Tomášem Berdychem 6:7(6), 6:0, 6:3, 7:5. W swoim czwartym finale w Australian Open po raz trzeci z rzędu przegrał z Novakiem Đokoviciem, tym razem wynikiem 6:7(5), 7:6(4), 3:6, 0:6. Był to jego szósty przegrany wielkoszlemowy mecz mistrzowski.
W Rotterdamie i Dubaju Brytyjczyk osiągnął ćwierćfinał. W zawodach w Indian Wells Murray awansował do półfinału, w którym uległ Đokoviciowi 2:6, 3:6. Murray przegrał również z Serbem w finale zawodów ATP World Tour Masters 1000 w Miami, kończąc spotkanie wynikiem 6:7(3), 6:4, 0:6. Był to drugi w sezonie finał dla Brytyjczyka, a zarazem drugi przegrany z Novakiem Đokoviciem. Na początku maja wygrał rozrywki singlowe na nawierzchni ziemnej w Monachium, gdzie po ponad 3-godzinnej potyczce pokonał reprezentanta gospodarzy Philippa Kohlschreibera 7:6(4), 5:7, 7:6(4), dzięki temu zdobył premierowy tytuł na mączce. W następnym tygodniu pokonał wszystkich przeciwników podczas zawodów w Madrycie, zaś ostatnim okazał się Rafael Nadal. Szkot kontynuował serię zwycięskich spotkań w Rzymie, jednakże wycofał się po drugiej rundzie. Murray zaliczył swój trzeci półfinał we French Open, w którym uległ w pięciu setach Đokovicowi, kończąc tym samym serię 15 wygranych spotkań z rzędu na mączce.
W trakcie zawodów w Queen’s Club zwyciężył w finale Kevina Andersona 6:3, 6:4. W wielkoszlemowym Wimbledonie znów dotarł do najlepszej czwórki, ale nie zdołał wygrać z Federerem. Następnie wziął udział w ćwierćfinale Pucharu Davisa, w którym Wielka Brytania zanotowała najlepsze osiągnięcie od 1981 roku, pokonując Francję 3:1.
Okres przygotowawczy do US Open Murray zainaugurował występem w turnieju w Waszyngtonie, w którym jako najwyżej rozstawiony (w pierwszej rundzie miał wolny los) przegrał z Tejmurazem Gabaszwilim. Tydzień później, w ramach US Open Series, zwyciężył w rozgrywkach w Montrealu, pokonując w meczu mistrzowskim Đokovicia 6:4, 4:6, 6:3.

### 2016
Podobnie jak rok temu, Brytyjczyk wziął udział w Pucharze Hopmana, nie zmieniając również partnerki. W meczach grupowych ulegli późniejszym tryufatorom, Australii Green 1:2, a w ostatnim występie wygrali z reprezentacją Niemiec.
Murray w piątym wielkoszlemowym finale Australian Open po raz czwarty trafił na Novaka Đokovicia, lecz ponownie przegrał, tym razem 1:6, 5:7, 6:7(3).
Po tym turnieju aż do kolejnych wielkoszlemowych zawodów, czyli French Open występował tylko w zawodach kategorii ATP World Tour Masters 1000. Podczas marcowych zawodów w Indian Wells i Miami Brytyjczyk odpadł po wygraniu jednego pojedynku, przegrywając odpowiednio z Federico Delbonisem oraz Grigorem Dimitrowem. W kwietniu dotarł do półfinału rozgrywek w Monte Carlo, natomiast w majowych rywalizował o zwycięstwo w całym turnieju w Madrycie i Rzymie z Novakiem Đokoviciem, w pierwszym z nich uległ Serbowi 2:6, 6:3, 3:6, natomiast na kortach Foro Italico Murray pokonał go 6:3, 6:3, wygrywając z nim po raz 10. w karierze i po raz pierwszy na mączce. Trzeci pojedynek Brytyjczyka z Serbem miał miejsce w finale wielkoszlemowego French Open i drugi raz wygrał Đoković, tym razem w czterech setach. Występ Brytyjczyka w finale był pierwszym od 1937 roku, kiedy uczynił to Bunny Austin.
Murray po French Open wystąpił w lokalnych zawodach w Londynie (Queen’s Club), w których wygrał w trzech setach z Milosem Raonicem. Jego następnym występem były wielkoszlemowe zawody na kort trawiastych Wimbledonu. Do ćwierćfinału awansował bez straty seta. W spotkaniu o półfinał pokonał Jo-Wilfrieda Tsongę, a w kolejnym meczu wygrał z Tomášem Berdychem. W meczu mistrzowskim ponownie pokonał Milosa Raonica, tym razem wynikiem 6:4, 7:6(3), 7:6(2), zdobywając drugi tytuł w brytyjskim turnieju.
Andy Murray na igrzyskach olimpijskich jako pierwszy tenisista w historii obronił tytuł. Przegrał w ćwierćfinale US Open z Keiem Nishikorim. Pod koniec sezonu wygrał turnieje rangi ATP World Tour Masters 1000 w Szanghaju i Paryżu oraz turniej ATP World Tour Finals w Londynie. Po raz pierwszy w historii ostatni mecz roku (z Đokoviciem) zadecydował bezpośrednio o pierwszym miejscu w rankingu.

### 2017
W finale w Dosze przegrał z Đokoviciem, a na Australian Open pokonał go w czwartej rundzie Mischa Zverev. W ćwierćfinale w Dubaju obronił siedem meczboli w pojedynku przeciwko Philippowi Kohlschreiberowi (mecz zakończony wynikiem 6:7(4), 7:6(18), 6:1), żeby w końcu jednak sięgnąć po tytuł. Z kolei w Indian Wells zwyciężył tylko w jednym meczu, a Miami opuścił z powodu kontuzji.
Okres gry na kortach ziemnych zwieńczył półfinałem French Open, w którym lepszy okazał się Stan Wawrinka.
W Londynie (Queen’s Club), gdzie pięć razy zdobywał tytuł, nie wygrał ani jednego meczu. Przegrał w pierwszej rundzie ze szczęśliwym przegranym Jordanem Thompsonem. Nie obronił trofeum również na Wimbledonie, odpadając po pięciosetowym ćwierćfinałowym pojedynku z Samem Querreyem.
Murray opuścił północnoamerykańską fazę sezonu z powodu kontuzji biodra, tracąc pozycję lidera na rzecz Nadala.

## Statystyki

### Finały turniejów wielkoszlemowych

#### Gra pojedyncza (3–8)
| Końcowy wynik | Rok  | Turniej         | Nawierzchnia | Przeciwnik    | Wynik finału                |
| Finalista     | 2008 | US Open         | Twarda       | Roger Federer | 2:6, 5:7, 2:6               |
| Finalista     | 2010 | Australian Open | Twarda       | Roger Federer | 3:6, 4:6, 6:7(11)           |
| Finalista     | 2011 | Australian Open | Twarda       | Novak Đoković | 4:6, 2:6, 3:6               |
| Finalista     | 2012 | Wimbledon       | Trawiasta    | Roger Federer | 6:4, 5:7, 3:6, 4:6          |
| Zwycięzca     | 2012 | US Open         | Twarda       | Novak Đoković | 7:6(10), 7:5, 2:6, 3:6, 6:2 |
| Finalista     | 2013 | Australian Open | Twarda       | Novak Đoković | 7:6(2), 6:7(3), 3:6, 2:6    |
| Zwycięzca     | 2013 | Wimbledon       | Trawiasta    | Novak Đoković | 6:4, 7:5, 6:4               |
| Finalista     | 2015 | Australian Open | Twarda       | Novak Đoković | 6:7(5), 7:6(4), 3:6, 0:6    |
| Finalista     | 2016 | Australian Open | Twarda       | Novak Đoković | 1:6, 5:7, 6:7(3)            |
| Finalista     | 2016 | French Open     | Ceglana      | Novak Đoković | 6:3, 1:6, 2:6, 4:6          |
| Zwycięzca     | 2016 | Wimbledon (2)   | Trawiasta    | Milos Raonic  | 6:4, 7:6(3), 7:6(2)         |

### Medale olimpijskie

#### Gra pojedyncza
| Końcowy wynik | Rok  | Turniej        | Nawierzchnia | Przeciwnik            | Wynik finału       |
| Złoty medal   | 2012 | Londyn         | Trawiasta    | Roger Federer         | 6:2, 6:1, 6:4      |
| Złoty medal   | 2016 | Rio de Janeiro | Twarda       | Juan Martín del Potro | 7:5, 4:6, 6:2, 7:5 |

#### Gra mieszana
| Końcowy wynik | Rok  | Turniej | Nawierzchnia | Partnerka    | Przeciwnicy w finale          | Wynik finału   |
| Srebrny medal | 2012 | Londyn  | Trawiasta    | Laura Robson | Wiktoryja Azaranka Maks Mirny | 6:2, 3:6, 8–10 |

### Finały turniejów ATP Tour Masters 1000

#### Gra pojedyncza (14–7)
| Końcowy wynik | Rok  | Turniej        | Nawierzchnia  | Przeciwnik            | Wynik finału        |
| Zwycięzca     | 2008 | Cincinnati     | Twarda        | Novak Đoković         | 7:6(4), 7:6(5)      |
| Zwycięzca     | 2008 | Madryt         | Twarda (hala) | Gilles Simon          | 6:4, 7:6(6)         |
| Finalista     | 2009 | Indian Wells   | Twarda        | Rafael Nadal          | 1:6, 2:6            |
| Zwycięzca     | 2009 | Miami          | Twarda        | Novak Đoković         | 6:2, 7:5            |
| Zwycięzca     | 2009 | Montreal       | Twarda        | Juan Martín del Potro | 6:7(4), 7:6(3), 6:1 |
| Zwycięzca     | 2010 | Toronto (2)    | Twarda        | Roger Federer         | 7:5, 7:5            |
| Zwycięzca     | 2010 | Szanghaj       | Twarda        | Roger Federer         | 6:3, 6:2            |
| Zwycięzca     | 2011 | Cincinnati (2) | Twarda        | Novak Đoković         | 6:4, 3:0 krecz      |
| Zwycięzca     | 2011 | Szanghaj (2)   | Twarda        | David Ferrer          | 7:5, 6:4            |
| Finalista     | 2012 | Miami          | Twarda        | Novak Đoković         | 1:6, 6:7(4)         |
| Finalista     | 2012 | Szanghaj       | Twarda        | Novak Đoković         | 7:5, 6:7(11), 3:6   |
| Zwycięzca     | 2013 | Miami (2)      | Twarda        | David Ferrer          | 2:6, 6:4, 7:6(1)    |
| Finalista     | 2015 | Miami          | Twarda        | Novak Đoković         | 6:7(3), 6:4, 0:6    |
| Zwycięzca     | 2015 | Madryt (2)     | Ceglana       | Rafael Nadal          | 6:3, 6:2            |
| Zwycięzca     | 2015 | Montreal (3)   | Twarda        | Novak Đoković         | 6:4, 4:6, 6:3       |
| Finalista     | 2015 | Paryż          | Twarda (hala) | Novak Đoković         | 2:6, 4:6            |
| Finalista     | 2016 | Madryt         | Ceglana       | Novak Đoković         | 2:6, 6:3, 3:6       |
| Zwycięzca     | 2016 | Rzym           | Ceglana       | Novak Đoković         | 6:3, 6:3            |
| Finalista     | 2016 | Cincinnati     | Twarda        | Marin Čilić           | 4:6, 5:7            |
| Zwycięzca     | 2016 | Szanghaj (3)   | Twarda        | Roberto Bautista-Agut | 7:6(6), 6:1         |
| Zwycięzca     | 2016 | Paryż          | Twarda (hala) | John Isner            | 6:3, 6:7(4), 6:4    |

#### Gra podwójna (0–1)
| Końcowy wynik | Rok  | Turniej  | Nawierzchnia | Partner       | Przeciwnicy w finale        | Wynik finału |
| Finalista     | 2015 | Montreal | Twarda       | Colin Fleming | Bruno Soares Alexander Peya | 4:6, 6:7(4)  |

### Finały w turniejach ATP Tour
| Legenda                                      |
| -------------------------------------------- |
| Wielki Szlem                                 |
| Igrzyska olimpijskie                         |
| Tennis Masters Cup / ATP Finals              |
| ATP Masters Series / ATP Tour Masters 1000   |
| ATP International Series Gold / ATP Tour 500 |
| ATP International Series / ATP Tour 250      |

#### Gra pojedyncza (46–25)
| Końcowy wynik | Nr  | Data                 | Turniej                       | Nawierzchnia    | Przeciwnik            | Wynik finału                |
| Finalista     | 1.  | 1 października 2005  | Bangkok                       | Twarda (hala)   | Roger Federer         | 3:6, 5:7                    |
| Zwycięzca     | 1.  | 19 lutego 2006       | San José                      | Twarda (hala)   | Lleyton Hewitt        | 2:6, 6:2, 7:6(3)            |
| Finalista     | 2.  | 6 sierpnia 2006      | Waszyngton                    | Twarda          | Arnaud Clément        | 6:7(4), 2:6                 |
| Finalista     | 3.  | 6 stycznia 2007      | Doha                          | Twarda          | Ivan Ljubičić         | 4:6, 4:6                    |
| Zwycięzca     | 2.  | 18 lutego 2007       | San José (2)                  | Twarda (hala)   | Ivo Karlović          | 6:7(3), 6:4, 7:6(2)         |
| Finalista     | 4.  | 7 października 2007  | Metz                          | Twarda (hala)   | Tommy Robredo         | 6:0, 2:6, 3:6               |
| Zwycięzca     | 3.  | 28 października 2007 | Petersburg                    | Dywanowa (hala) | Fernando Verdasco     | 6:2, 6:3                    |
| Zwycięzca     | 4.  | 5 stycznia 2008      | Doha                          | Twarda          | Stanislas Wawrinka    | 6:4, 4:6, 6:2               |
| Zwycięzca     | 5.  | 17 lutego 2008       | Marsylia                      | Twarda (hala)   | Mario Ančić           | 6:3, 6:4                    |
| Zwycięzca     | 6.  | 3 sierpnia 2008      | Cincinnati                    | Twarda          | Novak Đoković         | 7:6(4), 7:6(5)              |
| Finalista     | 5.  | 8 września 2008      | US Open, Nowy Jork            | Twarda          | Roger Federer         | 2:6, 5:7, 2:6               |
| Zwycięzca     | 7.  | 19 października 2008 | Madryt                        | Twarda (hala)   | Gilles Simon          | 6:4, 7:6(6)                 |
| Zwycięzca     | 8.  | 26 października 2008 | Petersburg (2)                | Twarda (hala)   | Andriej Gołubiew      | 6:1, 6:1                    |
| Zwycięzca     | 9.  | 10 stycznia 2009     | Doha (2)                      | Twarda          | Andy Roddick          | 6:4, 6:2                    |
| Zwycięzca     | 10. | 15 lutego 2009       | Rotterdam                     | Twarda (hala)   | Rafael Nadal          | 6:3, 4:6, 6:0               |
| Finalista     | 6.  | 22 marca 2009        | Indian Wells                  | Twarda          | Rafael Nadal          | 1:6, 2:6                    |
| Zwycięzca     | 11. | 5 kwietnia 2009      | Miami                         | Twarda          | Novak Đoković         | 6:2, 7:5                    |
| Zwycięzca     | 12. | 14 czerwca 2009      | Queen’s Club                  | Trawiasta       | James Blake           | 7:5, 6:4                    |
| Zwycięzca     | 13. | 16 sierpnia 2009     | Montreal                      | Twarda          | Juan Martín del Potro | 6:7(4), 7:6(3), 6:1         |
| Zwycięzca     | 14. | 8 listopada 2009     | Walencja                      | Twarda (hala)   | Michaił Jużny         | 6:3, 6:2                    |
| Finalista     | 7.  | 31 stycznia 2010     | Australian Open, Melbourne    | Twarda          | Roger Federer         | 3:6, 4:6, 6:7(11)           |
| Finalista     | 8.  | 2 sierpnia 2010      | Los Angeles                   | Twarda          | Sam Querrey           | 7:5, 6:7(2), 3:6            |
| Zwycięzca     | 15. | 15 sierpnia 2010     | Toronto (2)                   | Twarda          | Roger Federer         | 7:5, 7:5                    |
| Zwycięzca     | 16. | 17 października 2010 | Szanghaj                      | Twarda          | Roger Federer         | 6:3, 6:2                    |
| Finalista     | 9.  | 30 stycznia 2011     | Australian Open, Melbourne    | Twarda          | Novak Đoković         | 4:6, 2:6, 3:6               |
| Zwycięzca     | 17. | 12 czerwca 2011      | Queen’s Club (2)              | Trawiasta       | Jo-Wilfried Tsonga    | 3:6, 7:6(2), 6:4            |
| Zwycięzca     | 18. | 21 sierpnia 2011     | Cincinnati (2)                | Twarda          | Novak Đoković         | 6:4, 3:0 krecz              |
| Zwycięzca     | 19. | 2 października 2011  | Bangkok                       | Twarda (hala)   | Donald Young          | 6:2, 6:0                    |
| Zwycięzca     | 20. | 9 października 2011  | Tokio                         | Twarda          | Rafael Nadal          | 3:6, 6:2, 6:0               |
| Zwycięzca     | 21. | 16 października 2011 | Szanghaj (2)                  | Twarda          | David Ferrer          | 7:5, 6:4                    |
| Zwycięzca     | 22. | 8 stycznia 2012      | Brisbane                      | Twarda          | Ołeksandr Dołhopołow  | 6:1, 6:3                    |
| Finalista     | 10. | 3 marca 2012         | Dubaj                         | Twarda          | Roger Federer         | 5:7, 4:6                    |
| Finalista     | 11. | 1 kwietnia 2012      | Miami                         | Twarda          | Novak Đoković         | 1:6, 6:7(4)                 |
| Finalista     | 12. | 8 lipca 2012         | Wimbledon, Londyn             | Trawiasta       | Roger Federer         | 6:4, 5:7, 3:6, 4:6          |
| Zwycięzca     | 23. | 5 sierpnia 2012      | Londyn                        | Trawiasta       | Roger Federer         | 6:2, 6:1, 6:4               |
| Zwycięzca     | 24. | 10 września 2012     | US Open, Nowy Jork            | Twarda          | Novak Đoković         | 7:6(10), 7:5, 2:6, 3:6, 6:2 |
| Finalista     | 13. | 14 października 2012 | Szanghaj                      | Twarda          | Novak Đoković         | 7:5, 6:7(11), 3:6           |
| Zwycięzca     | 25. | 6 stycznia 2013      | Brisbane (2)                  | Twarda          | Grigor Dimitrow       | 7:6(0), 6:4                 |
| Finalista     | 14. | 27 stycznia 2013     | Australian Open, Melbourne    | Twarda          | Novak Đoković         | 7:6(2), 6:7(3), 3:6, 2:6    |
| Zwycięzca     | 26. | 31 marca 2013        | Miami (2)                     | Twarda          | David Ferrer          | 2:6, 6:4, 7:6(1)            |
| Zwycięzca     | 27. | 16 czerwca 2013      | Queen’s Club (3)              | Trawiasta       | Marin Čilić           | 5:7, 7:5, 6:3               |
| Zwycięzca     | 28. | 7 lipca 2013         | Wimbledon, Londyn             | Trawiasta       | Novak Đoković         | 6:4, 7:5, 6:4               |
| Zwycięzca     | 29. | 28 września 2014     | Shenzhen                      | Twarda          | Tommy Robredo         | 5:7, 7:6(9), 6:1            |
| Zwycięzca     | 30. | 19 października 2014 | Wiedeń                        | Twarda (hala)   | David Ferrer          | 5:7, 6:2, 7:5               |
| Zwycięzca     | 31. | 26 października 2014 | Walencja (2)                  | Twarda (hala)   | Tommy Robredo         | 3:6, 7:6(7), 7:6(8)         |
| Finalista     | 15. | 1 lutego 2015        | Australian Open, Melbourne    | Twarda          | Novak Đoković         | 6:7(5), 7:6(4), 3:6, 0:6    |
| Finalista     | 16. | 5 kwietnia 2015      | Miami                         | Twarda          | Novak Đoković         | 6:7(3), 6:4, 0:6            |
| Zwycięzca     | 32. | 3 maja 2015          | Monachium                     | Ceglana         | Philipp Kohlschreiber | 7:6(4), 5:7, 7:6(4)         |
| Zwycięzca     | 33. | 10 maja 2015         | Madryt (2)                    | Ceglana         | Rafael Nadal          | 6:3, 6:2                    |
| Zwycięzca     | 34. | 21 czerwca 2015      | Queen’s Club (4)              | Trawiasta       | Kevin Anderson        | 6:3, 6:4                    |
| Zwycięzca     | 35. | 16 sierpnia 2015     | Montreal (3)                  | Twarda          | Novak Đoković         | 6:4, 4:6, 6:3               |
| Finalista     | 17. | 8 listopada 2015     | Paryż                         | Twarda (hala)   | Novak Đoković         | 2:6, 4:6                    |
| Finalista     | 18. | 31 stycznia 2016     | Australian Open, Melbourne    | Twarda          | Novak Đoković         | 1:6, 5:7, 6:7(3)            |
| Finalista     | 19. | 7 maja 2016          | Madryt                        | Ceglana         | Novak Đoković         | 2:6, 6:3, 3:6               |
| Zwycięzca     | 36. | 15 maja 2016         | Rzym                          | Ceglana         | Novak Đoković         | 6:3, 6:3                    |
| Finalista     | 20. | 5 czerwca 2016       | French Open, Paryż            | Ceglana         | Novak Đoković         | 6:3, 1:6, 2:6, 4:6          |
| Zwycięzca     | 37. | 19 czerwca 2016      | Queen’s Club (5)              | Trawiasta       | Milos Raonic          | 6:7(5), 6:4, 6:3            |
| Zwycięzca     | 38. | 10 lipca 2016        | Wimbledon, Londyn (2)         | Trawiasta       | Milos Raonic          | 6:4, 7:6(3), 7:6(2)         |
| Zwycięzca     | 39. | 14 sierpnia 2016     | Rio de Janeiro                | Twarda          | Juan Martín del Potro | 7:5, 4:6, 6:2, 7:5          |
| Finalista     | 21. | 21 sierpnia 2016     | Cincinnati                    | Twarda          | Marin Čilić           | 4:6, 5:7                    |
| Zwycięzca     | 40. | 9 października 2016  | Pekin                         | Twarda          | Grigor Dimitrow       | 6:4, 7:6(2)                 |
| Zwycięzca     | 41. | 16 października 2016 | Szanghaj                      | Twarda          | Roberto Bautista-Agut | 7:6(6), 6:1                 |
| Zwycięzca     | 42. | 30 października 2016 | Wiedeń                        | Twarda (hala)   | Jo-Wilfried Tsonga    | 6:3, 7:6(6)                 |
| Zwycięzca     | 43. | 6 listopada 2016     | Paryż                         | Twarda (hala)   | John Isner            | 6:3, 6:7(4), 6:4            |
| Zwycięzca     | 44. | 20 listopada 2016    | ATP World Tour Finals, Londyn | Twarda (hala)   | Novak Đoković         | 6:3, 6:4                    |
| Finalista     | 22. | 7 stycznia 2017      | Doha                          | Twarda          | Novak Đoković         | 3:6, 7:5, 4:6               |
| Zwycięzca     | 45. | 4 marca 2017         | Dubaj                         | Twarda          | Fernando Verdasco     | 6:3, 6:2                    |
| Zwycięzca     | 46. | 20 października 2019 | Antwerpia                     | Twarda (hala)   | Stan Wawrinka         | 3:6, 6:4, 6:4               |
| Finalista     | 23. | 15 stycznia 2022     | Sydney                        | Twarda          | Asłan Karacew         | 3:6, 3:6                    |
| Finalista     | 24. | 12 czerwca 2022      | Stuttgart                     | Trawiasta       | Matteo Berrettini     | 4:6, 7:5, 3:6               |
| Finalista     | 25. | 25 lutego 2023       | Doha                          | Twarda          | Daniił Miedwiediew    | 4:6, 4:6                    |

#### Gra podwójna (3–2)
| Końcowy wynik | Nr | Data                | Turniej  | Nawierzchnia  | Partner         | Przeciwnicy                    | Wynik finału      |
| Finalista     | 1. | 1 października 2006 | Bangkok  | Twarda (hala) | Jamie Murray    | Jonatan Erlich Andy Ram        | 2:6, 6:2, 4–10    |
| Zwycięzca     | 1. | 7 listopada 2010    | Walencja | Twarda (hala) | Jamie Murray    | Mahesh Bhupathi Maks Mirny     | 7:6(8), 5:7, 10–7 |
| Zwycięzca     | 2. | 9 października 2011 | Tokio    | Twarda        | Jamie Murray    | František Čermák Filip Polášek | 6:1, 6:4          |
| Finalista     | 2. | 11 sierpnia 2013    | Montreal | Twarda        | Colin Fleming   | Bruno Soares Alexander Peya    | 4:6, 6:7(4)       |
| Zwycięzca     | 3. | 23 czerwca 2019     | Londyn   | Trawiasta     | Feliciano López | Rajeev Ram Joe Salisbury       | 7:6(6), 5:7, 10-5 |

### Osiągnięcia w turniejach Wielkiego Szlema i ATP Tour Masters 1000
| Turniej                        | 2005                      | 2006                      | 2007                      | 2008                      | 2009                      | 2010                      | 2011                      | 2012                      | 2013                      | 2014                      | 2015                      | 2016                      | 2017                      | 2018                      | 2019                      | 2020                      | 2021                      | 2022                      | 2023                      | 2024                      | Wygrane turnieje | Bilans w turnieju |
| ------------------------------ | ------------------------- | ------------------------- | ------------------------- | ------------------------- | ------------------------- | ------------------------- | ------------------------- | ------------------------- | ------------------------- | ------------------------- | ------------------------- | ------------------------- | ------------------------- | ------------------------- | ------------------------- | ------------------------- | ------------------------- | ------------------------- | ------------------------- | ------------------------- | ---------------- | ----------------- |
| Wielki Szlem                   |                           |                           |                           |                           |                           |                           |                           |                           |                           |                           |                           |                           |                           |                           |                           |                           |                           |                           |                           |                           |                  |                   |
| Australian Open                | –                         | 1R                        | 4R                        | 1R                        | 4R                        | F                         | F                         | SF                        | F                         | QF                        | F                         | F                         | 4R                        | –                         | 1R                        | –                         | –                         | 2R                        | 3R                        | 1R                        | 0 / 16           | 51–16             |
| French Open                    | –                         | 1R                        | –                         | 3R                        | QF                        | 4R                        | SF                        | QF                        | –                         | SF                        | SF                        | F                         | SF                        | –                         | –                         | 1R                        | –                         | –                         | –                         | 1R                        | 0 / 12           | 39–12             |
| Wimbledon                      | 3R                        | 4R                        | –                         | QF                        | SF                        | SF                        | SF                        | F                         | W                         | QF                        | SF                        | W                         | QF                        | –                         | –                         | NH                        | 3R                        | 2R                        | 2R                        | –                         | 2 / 15           | 61–13             |
| US Open                        | 2R                        | 4R                        | 3R                        | F                         | 4R                        | 3R                        | SF                        | W                         | QF                        | QF                        | 4R                        | QF                        | –                         | 2R                        | –                         | 2R                        | 1R                        | 3R                        | 2R                        | –                         | 1 / 17           | 49–16             |
| Wygrane turnieje               | 0 / 2                     | 0 / 4                     | 0 / 2                     | 0 / 4                     | 0 / 4                     | 0 / 4                     | 0 / 4                     | 1 / 4                     | 1 / 3                     | 0 / 4                     | 0 / 4                     | 1 / 4                     | 0 / 3                     | 0 / 1                     | 0 / 1                     | 0 / 2                     | 0 / 1                     | 0 / 3                     | 0 / 3                     | 0 / 2                     | 3 / 60           | N/A               |
| Bilans spotkań                 | 3–2                       | 6–4                       | 5–2                       | 12–4                      | 15–4                      | 16–4                      | 21–4                      | 22–3                      | 17–2                      | 17–4                      | 19–4                      | 23–3                      | 12–3                      | 1–1                       | 0–1                       | 1–2                       | 2–2                       | 4–3                       | 4–3                       | 0–2                       | N/A              | 200–57            |
| ATP Finals                     |                           |                           |                           |                           |                           |                           |                           |                           |                           |                           |                           |                           |                           |                           |                           |                           |                           |                           |                           |                           |                  |                   |
| ATP Finals                     | –                         | –                         | –                         | SF                        | RR                        | SF                        | RR                        | SF                        | –                         | RR                        | RR                        | W                         | –                         | –                         | –                         | –                         | –                         | –                         | –                         | –                         | 1 / 8            | 16–11             |
| Turnieje ATP Tour Masters 1000 |                           |                           |                           |                           |                           |                           |                           |                           |                           |                           |                           |                           |                           |                           |                           |                           |                           |                           |                           |                           |                  |                   |
| Indian Wells                   | –                         | 2R                        | SF                        | 4R                        | F                         | QF                        | 2R                        | 2R                        | QF                        | 4R                        | SF                        | 3R                        | 2R                        | –                         | –                         | NH                        | 3R                        | 2R                        | 3R                        | 2R                        | 0 / 16           | 31–16             |
| Miami                          | –                         | 1R                        | SF                        | 2R                        | W                         | 2R                        | 2R                        | F                         | W                         | QF                        | F                         | 3R                        | –                         | –                         | –                         | NH                        | –                         | 2R                        | 1R                        | 3R                        | 2 / 14           | 31–12             |
| Monte Carlo                    | –                         | 1R                        | –                         | 3R                        | SF                        | 2R                        | SF                        | QF                        | 3R                        | –                         | –                         | SF                        | 3R                        | –                         | –                         | NH                        | –                         | –                         | 1R                        | –                         | 0 / 10           | 15–10             |
| Madryt                         | –                         | 3R                        | 3R                        | W                         | QF                        | QF                        | 3R                        | –                         | QF                        | 3R                        | W                         | F                         | 3R                        | –                         | –                         | NH                        | –                         | 3R                        | 1R                        | –                         | 2 / 13           | 29–10             |
| Rzym                           | –                         | 1R                        | 1R                        | 2R                        | 2R                        | 3R                        | SF                        | 3R                        | 2R                        | QF                        | 3R                        | W                         | 2R                        | –                         | –                         | –                         | –                         | –                         | 1R                        | –                         | 1 / 13           | 14–11             |
| Montreal/Toronto               | –                         | SF                        | 2R                        | SF                        | W                         | W                         | 2R                        | 3R                        | 3R                        | QF                        | W                         | –                         | –                         | –                         | –                         | NH                        | –                         | 1R                        | 3R                        | –                         | 3 / 12           | 28–7              |
| Cincinnati                     | 2R                        | QF                        | 1R                        | W                         | SF                        | QF                        | W                         | 3R                        | QF                        | QF                        | SF                        | F                         | –                         | 1R                        | 1R                        | 3R                        | 2R                        | 2R                        | –                         | –                         | 2 / 17           | 35–15             |
| Szanghaj                       | Nie ATP Tour Masters 1000 | Nie ATP Tour Masters 1000 | Nie ATP Tour Masters 1000 | Nie ATP Tour Masters 1000 | –                         | W                         | W                         | F                         | –                         | 3R                        | SF                        | W                         | –                         | –                         | 2R                        | NH                        | NH                        | NH                        | 1R                        | –                         | 3 / 8            | 23–5              |
| Paryż                          | –                         | 3R                        | QF                        | QF                        | 3R                        | QF                        | QF                        | 3R                        | –                         | QF                        | F                         | W                         | –                         | –                         | –                         | –                         | 1R                        | 1R                        | 1R                        | –                         | 1 / 13           | 21–12             |
| Hamburg                        | –                         | 2R                        | 1R                        | 3R                        | Nie ATP Tour Masters 1000 | Nie ATP Tour Masters 1000 | Nie ATP Tour Masters 1000 | Nie ATP Tour Masters 1000 | Nie ATP Tour Masters 1000 | Nie ATP Tour Masters 1000 | Nie ATP Tour Masters 1000 | Nie ATP Tour Masters 1000 | Nie ATP Tour Masters 1000 | Nie ATP Tour Masters 1000 | Nie ATP Tour Masters 1000 | Nie ATP Tour Masters 1000 | Nie ATP Tour Masters 1000 | Nie ATP Tour Masters 1000 | Nie ATP Tour Masters 1000 | Nie ATP Tour Masters 1000 | 0 / 3            | 3–3               |
| Wygrane turnieje               | 0 / 1                     | 0 / 9                     | 0 / 8                     | 2 / 9                     | 2 / 8                     | 2 / 9                     | 2 / 9                     | 0 / 8                     | 1 / 7                     | 0 / 8                     | 2 / 8                     | 3 / 8                     | 0 / 4                     | 0 / 1                     | 0 / 2                     | 0 / 1                     | 0 / 3                     | 0 / 6                     | 0 / 8                     | 0 / 2                     | 14 / 119         | N/A               |
| Bilans spotkań                 | 1–1                       | 12–9                      | 13–8                      | 22–7                      | 25–6                      | 20–7                      | 18–7                      | 12–7                      | 15–6                      | 15–8                      | 30–5                      | 27–5                      | 2–4                       | 0–1                       | 1–2                       | 2–1                       | 3–3                       | 5–5                       | 4–7                       | 3–2                       | N/A              | 230–101           |
| Ranking na koniec sezonu       |                           |                           |                           |                           |                           |                           |                           |                           |                           |                           |                           |                           |                           |                           |                           |                           |                           |                           |                           |                           |                  |                   |
|                                | 63                        | 17                        | 11                        | 4                         | 4                         | 4                         | 4                         | 3                         | 4                         | 6                         | 2                         | 1                         | 16                        | 240                       | 125                       | 122                       | 134                       | 49                        | 42                        | –                         | N/A              | N/A               |